# 本優素福伊斯蘭學院

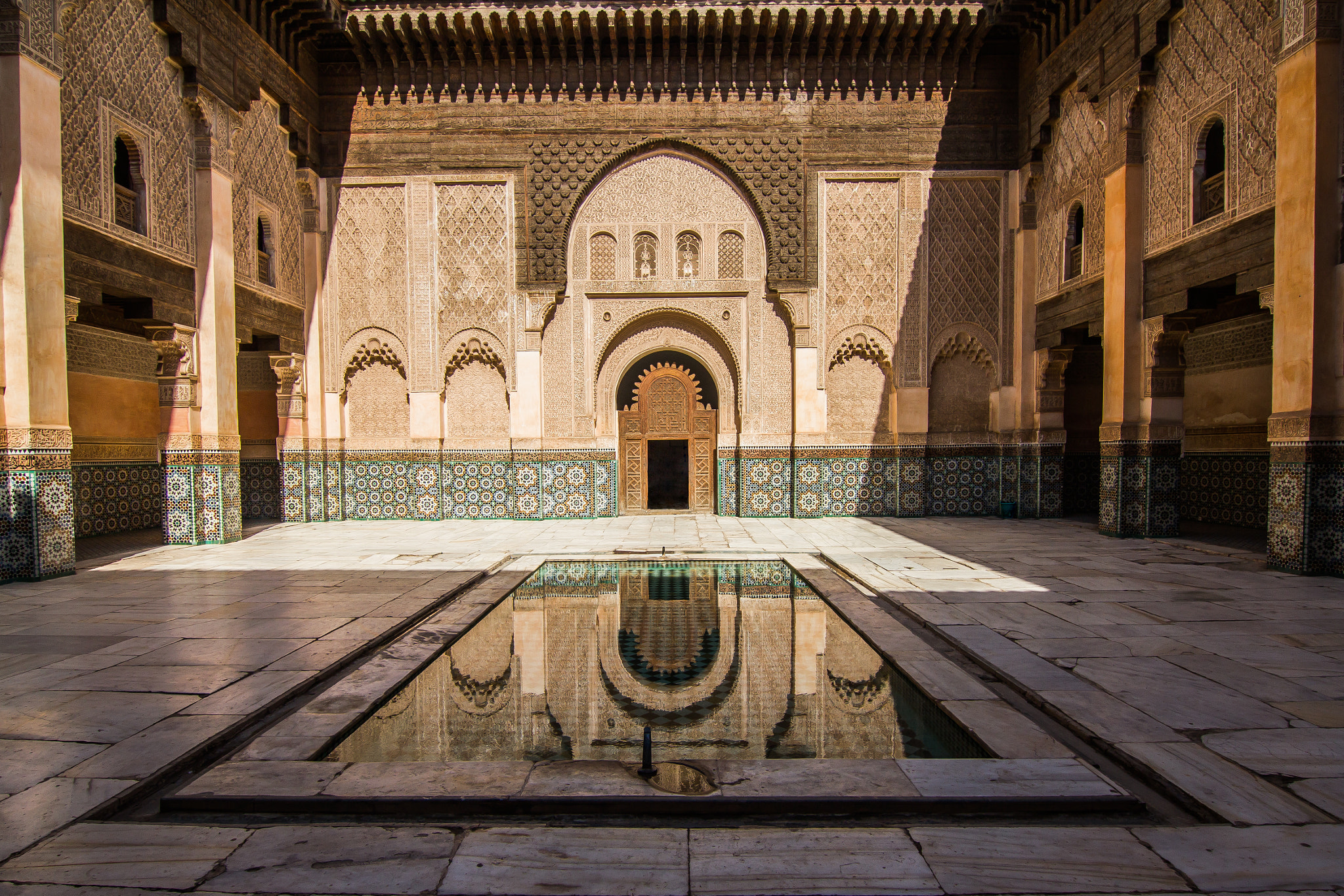
中庭與水池

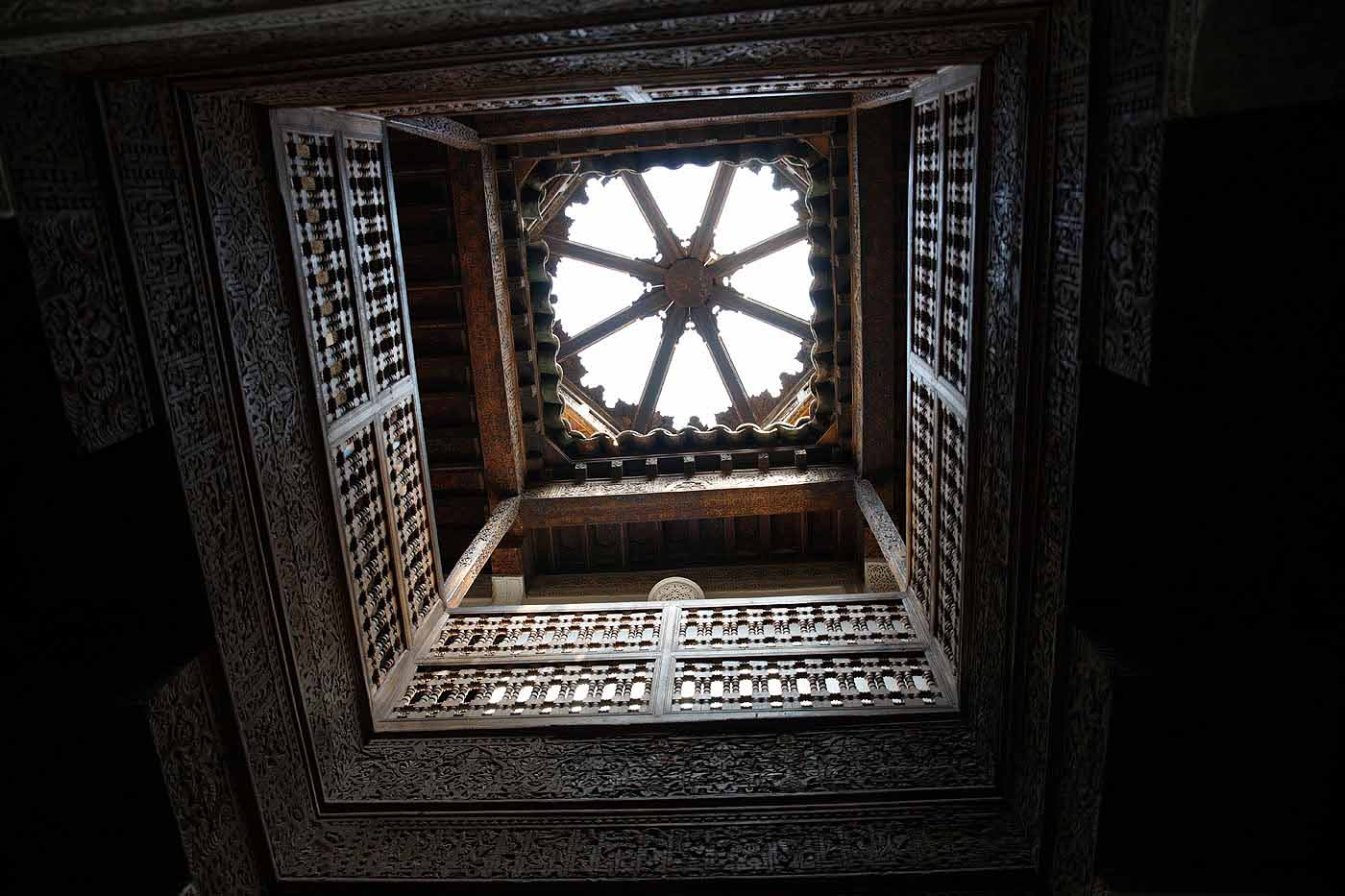
學生宿舍天井的天窗

本優素福伊斯蘭學院（阿拉伯语：‎）是一所位於摩洛哥馬拉喀什的伊斯蘭學院，是摩洛哥鼎盛時期最大的伊斯蘭學院。伊斯蘭教學校以毗鄰的本優素福清真寺命名，該清真寺由穆拉比特王朝蘇丹阿里·本·优素福（1106-1142年在位）建立。
該建築於1960年關閉，經過翻新並於1982年作為歷史遺址重新向公眾開放，並且仍然是馬拉喀什最重要的歷史建築之一。它於2018年11月再次關閉進行修復，並於2022年4月重新向公眾開放。